# Argentina Open 2025
Argentina Open 2025 a fost un turneu de tenis masculin care s-a jucat pe terenuri cu zgură, în aer liber. A fost cea de-a 28-a ediție a turneului ATP Buenos Aires și a făcut parte din seria ATP 250 din Circuitul ATP 2025. A avut loc la Buenos Aires, Argentina, în perioada 10–16 februarie 2025.

## Campioni

### Simplu
Pentru mai multe informații consultați Argentina Open 2025 – Simplu

### Dublu
Pentru mai multe informații consultați Argentina Open 2025 – Dublu

## Puncte și premii în bani

### Distribuția punctelor
| Probă  | C   | F   | SF  | QF | Runda 2 | Runda 1 | Q   | Q2  | Q1  |
| Simplu | 250 | 165 | 100 | 50 | 25      | 0       | 12  | 7   | 0   |
| Dublu  | 250 | 150 | 90  | 45 | N/A     | 0       | N/A | N/A | N/A |

### Premii în bani
| Probă  | C         | F        | SF       | QF       | Runda 2  | Runda 1 | Q2      | Q1      |
| Simplu | 100.160 $ | 58.420 $ | 34.345 $ | 19.900 $ | 11.555 $ | 7.060 $ | 3.535 $ | 1.925 $ |
| Dublu* | 34.830 $  | 18.710 $ | 10.950 $ | 6.070 $  | 3.580 $  | N/A     | N/A     | N/A     |

*per echipă